# Водопад Серио
Водопад Серио (итал. Cascate del Serio) највећи је водопад у Италији. Формирала га је река Серио у почетном делу свог тока у Бергамској провинцији, региона Ломбардија у северној Италији, недалеко од села Валбондионе. Удаљен је око 100 километара од Милана. 
Висина водопада је 315 метара, а чине га три главна скока од по 166, 74 и 75 метара. 
Током једне емисије из водопада Серио отекне 10.000 кубних метара воде, поткопавајући доње делове огромних стена. 

## Историја
До 1900. године, из водопада Серио је вода текла у континуитету. Развојем текстилне индустрије у долини реке Серио и изградњом бране 1931. године, вода из водопада Серио повремено тече. 
Године 1969. је споразумом између oпштине Валбондионе и ЕНЕЛ-а (енгл. The National Electric Energy Corporation) одлучено да ће брана бити отворена једном годишње у јулу месецу, како би људи могли да уживају у лепоти и снази водопада Серио. 
Од 1991. године је отварана два пута годишње — у трећој недељи јула и првој недељи септембра. Данас се брана отвара пет пута годишње.

## Легенда
Легенда о овом водопаду каже да се једна имућна жена, која је живела у долини реке Серио, заљубила у пастира који је већ имао вереницу. Жена је била љубоморна па је отела пастирову вереницу и затворила је у замак који се налазио изнад водопада. Од суза које је вереница пролила за вољеним пастиром формирао се водопад Серио.

## Дани отварања
Неколико хиљада људи сваке године присуствује отварању водопада Серио. Датуми су унапред одређени, а отварање се најчешће одвија између јуна и октобра. Долазак на овакав спектакл је могућ из неколико праваца, а најлакши и најбржи начин је доћи до села Валбондионе, а затим пратити пут кроз село, следећи знаке до главне стазе која води ка водопаду Серио. 
У 2016. години је отварање било: 19. јуна, 16. јула, 21. августа, 18. септембра и 9. октобра.